# Egon Jensen
 Der er flere personer med dette navn, se Egon Jensen (flertydig).
Egon Carlo Larsen Jensen (14. marts 1922 i Slagelse – 4. februar 1985) var en dansk politiker (Socialdemokratiet) og minister.

## Karriere
- Indenrigsminister i Regeringen Jens Otto Krag III fra 11. oktober 1971 til 5. oktober 1972.
- Indenrigsminister i Regeringen Anker Jørgensen I fra 5. oktober 1972 til 6. december 1973.
- Indenrigsminister i Regeringen Anker Jørgensen II fra 13. februar 1975 til 30. august 1978.
- Kirkeminister i Regeringen Anker Jørgensen III fra 30. august 1978 til 26. oktober 1979.